# Vörhenyestorkú nyaktekercs
A vörhenyestorkú nyaktekercs (Jynx ruficollis) a madarak (Aves) osztályának harkályalakúak (Piciformes) rendjébe, ezen belül a harkályfélék (Picidae) családjába tartozó faj.

## Előfordulása
Angola, Burundi, Kamerun, a Kongói Demokratikus Köztársaság, a Kongói Köztársaság, a Közép-afrikai Köztársaság, Etiópia, Gabon, Kenya, Mozambik, Nigéria, Ruanda, a Dél-afrikai Köztársaság, Szváziföld, Tanzánia, Uganda és Zambia területén honos.

## Alfajai

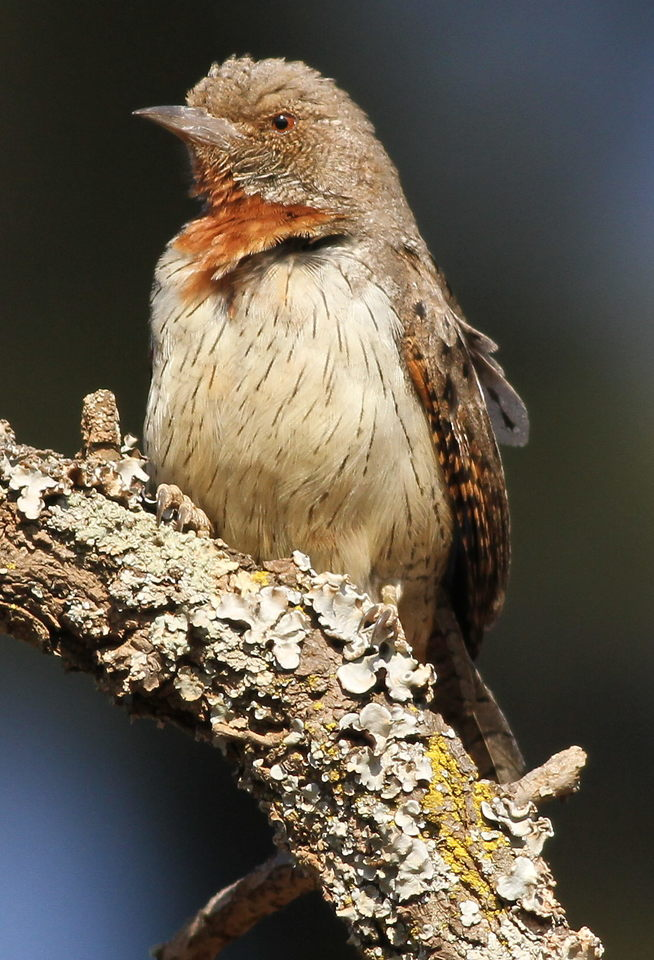

- Jynx ruficollis aequatorialis
- Jynx ruficollis diloloensis
- Jynx ruficollis pectoralis
- Jynx ruficollis pulchricollis
- Jynx ruficollis rougeoti
- Jynx ruficollis ruficollis
- Jynx ruficollis striaticula